# Dasyphora similis
Dasyphora similis är en tvåvingeart som beskrevs av Zimin 1951. Dasyphora similis ingår i släktet Dasyphora och familjen husflugor. Inga underarter finns listade i Catalogue of Life.